# Халкида
Халки́да (греч. Χαλκίδα; Халки́с, греч. Χαλκίς) — город в Греции. Расположен на восточном берегу пролива Эврип, отделяющего остров Эвбею от материка, в самой узкой его части, на побережье заливов Вориос-Эввоикос и Нотиос-Эввоикос, в 55 километрах к северу от центра Афин, площади Омониас. Административный центр одноимённой общины (дима) и периферийной единицы Эвбеи в периферии Центральной Греции. Население 59 125 жителей по переписи 2011 года.
Через Халкиду проходит национальная дорога 44, соединяющая Фивы и Аливерион на востоке Эвбеи. Национальная дорога 77 соединяет Халкиду и Эдипсос на северо-западе Эвбеи. Автомагистраль Α11 соединяет Халкиду и Схиматарион в Беотии в 13 километрах к югу от Халкиды, через который проходит европейский маршрут E75.

## История
В античные времена Халкида была важнейшим городом на острове Эвбея, располагаясь на западном берегу у самого пролива Эврипа, отделявшего Эвбею от Беотии. Она входила в число важных греческих торговых городов благодаря своему выгодному положению. Как и остальные центры морской торговли, Халкида осуществляла активную колонизационную деятельность. В VIII веке до н. э. выходцы из Халкиды колонизовали острова Скиатос, Скопелос, Икос, затем полуостров Халкидику, основав многочисленные города, среди которых в особенности прославился Олинф. В то же самое время халкидяне вместе с коринфянами включили в район своей колонизационной деятельности Южную Италию (Кумы и Регий) и Сицилию (Наксос, Катану, Леонтины). Совместная колонизационная деятельность Халкиды и Коринфа была возможна, главным образом, потому, что в Коринфе (равно как и в Афинах со времён Солона) была принята так называемая эвбейская, или халкидская, система мер и весов.
Халкиде в VIII веке до н. э. пришлось постоянно воевать с соседним городом Эретрией, причём камнем преткновения служила плодородная Лелантская равнина; в Лелантскую войну мало-помалу была вовлечена почти вся остальная Греция. Война кончилась в середине VII века до н. э. формальной победой Халкиды над Эретрией. Примерно около 600 г. до н. э. известны халкидский тиран Антилеон, а затем тиран Фокс.
В VI веке до н. э. халкидяне вместе со спартанцами и беотийцами вторглись в Аттику. Однако афиняне разбили своих врагов, переправились на Эвбею и отняли у Халкиды Лелантскую долину, где после этого поселились 4 тыс. аттических клерухов. В 490 году до н. э. при вторжении персов клерухи возвратились в Аттику. Отношения между Халкидой и афинянами после этого поправились, так как афиняне послали им на помощь 20 кораблей, а халкидяне приняли участие в сражениях с персами, в особенности в битве при Платеях. Халкида затем принадлежала к числу более или менее автономных членов первого афинского морского союза. Халкидяне попытались было в 446 году до н. э. отложиться от Афин, но были за это превращены в прямых подданных афинян. Пелопоннесская война освободила их от этого ига. Тем не менее, Халкида была чуть ли не первым городом, который в 377 году до н. э. присоединился к новому морскому союзу; за это он пользовался некоторой автономией.
После битвы при Левктрах Халкида присоединилась к Фивам, но в 357 году до н. э. союз с Афинами был возобновлён; то же самое повторилось через несколько лет. После битвы при Херонее Халкидой овладели македоняне. К этому времени относится правление тирана Каллия. В дальнейшем Халкида являлась частью Римской империи, а затем Византийской.
В 1209 году Халкидой овладела Венеция.
В 1470 году Халкиду завоевали турецкие войска под предводительством Мехмеда II.
В 1833 году город Халкис перешёл во владение Греции.

## Сообщество Халкида
В общинное сообщество Халкида входит остров Пасас в проливе Нотиос-Эввоикос. Население 59 125 жителей по переписи 2011 года. Площадь 30,804 квадратного километра.
| Населённый пункт | Население (2011), человек |
| ---------------- | ------------------------- |
| Пасас (остров)   | 0                         |
| Халкида          | 59 125                    |

## Население
| Год  | Население, человек |
| ---- | ------------------ |
| 1991 | 52 896             |
| 2001 | 55 264             |
| 2011 | ↗ 59 125           |

## Города-побратимы
- Менден, Германия